# Томас Нагель
Томас Нагель (також Нейгл; англ. Thomas Nagel; нар. 4 липня 1937) — американський філософ, представник аналітичної філософії, знаний дослідник проблем філософії свідомості, етики та політичної філософії.

## Біографічні відомості
Нар. 4 липня 1937 р. у Белграді (тоді — Королівство Югославія, тепер — Сербія). У 1939 р. родина Нагелів емігрувала до США. Навчався у Корнельському університеті (диплом бакалавра — 1958 р.), а також, за Програмою Фулбрайта, в Оксфордському університеті (1958-60). У 1963 р. захистив докторську дисертацію у Гарвардському університеті. У 1963-80 рр. викладав філософію та право в Каліфорнійському та Принстонському університетах, а з 1986 до 2016 р. — у Нью-Йоркському університеті.
Т. Нагель — член Американської академії мистецтв і наук, Американського філософського товариства та член-кореспондент Британської академії, почесний професор філософії та права Нью-Йоркського університету, а також почесний доктор Оксфордського університету. Лауреат престижних премій за кращі філософські праці: Премії Рольфа Шока (2008) та Премії Бальцана (2008).

## Науковий доробок
Т. Нагель — автор 10 наукових монографій i понад 100 статей та есе, в яких висвітлено широкий спектр проблем філософії свідомості, моралі та етики, а також політичної філософії.
Праці Нагеля перекладено майже всіма європейськими мовами, а також японською, китайською та корейською мовами.
Т. Нагель відомий передусім як палкий критик матеріалістичних поглядів (фізикалізму, редукціонізму, неодарвінізму), зокрема у питанні про природу феномена свідомості.
У концептуальній праці «На що схоже бути кажаном?» Нагель зазначає, що пропоновані сучасною наукою методи вивчення феномена свідомості є безперспективними, оскільки спираються на хибну ідею про те, що ментальні стани організму зводяться виключно до фізичних його станів. З позицій редукціонізму, вважає Нагель, неможливо пояснити саму суть свідомості, а саме — суб'єктивний її характер.
За Нагелем, феномен свідомості «існує в численних формах, таких, що їх ми навіть не можемо уявити, на планетах інших сонячних систем повсюдно у всесвіті. Проте, безвідносно до варіативності цих форм, той факт, що якийсь організм взагалі має досвід свідомості, у принципі означає, що бути цим організмом — на щось схоже».
На думку Нагеля, дізнатися, наприклад, про те, на що схоже бути кажаном, неможливо на підставі жодного наукового аналізу. Ми знаємо, що кажан має перетинчасті крила і сприймає довколишні предмети у формі відлуння своїх високочастотних сигналів, і ми можемо приблизно уявити, як би це виглядало для нас — поводитися подібно кажанові, але ми ніколи не зможемо відчути того, що відчуває при цьому сам кажан, тобто того, на що це схоже — бути кажаном для самого кажана. У проєкції на світ людей: жодна людина ніколи не зможе дізнатися, на що схоже бути іншою людиною для самої цієї іншої людини. Внутрішній (суб'єктивний) досвід переживань кожної людини є унікальним і таким, що його вкрай важко передати в мові, але саме такий досвід лежить в основі ментального не лише людини, а й кожного організму загалом. Нагель: «Про свідомі ментальні стани організму можна говорити лише і тільки тоді, коли бути цим організмом — на щось схоже, передусім для самого цього організму».
Відтак, однією з головних проблем, від вирішення якої кожною людиною залежать світоглядні й поведінкові установки цієї людини, є, на думку Нагеля, проблема поєднання внутрішнього конкретного суб'єктивного досвіду бачення світу («бачення від першої особи») з науковим об'єктивним досвідом бачення цього самого світу (філософ називає це «баченням з нізвідки»). При цьому виникає те, що наз. парадоксом об'єктивності: якщо суб'єктивний характер досвіду можна зрозуміти лише з однієї точки зору, то будь-яке просування в бік більшої об'єктивності, тобто в бік меншої залежності від однієї точки зору, не наближає нас до справжньої природи певного феномена, а навпаки, віддаляє від нього. З цього Нагель робить висновок про неповноту об'єктивності, а відтак про те, що об'єктивність — це не спосіб існування речей, а лише один із способів описання цих речей.
Свою позицію щодо природи реальності сам філософ означує як нейтральний монізм. У рамках цієї філософської доктрини, фізичне і ментальне розглядаються як дві незалежні характеристики однієї і тієї самої субстанції, природа якої є як фізичною, так і нефізичною, тобто нейтральною, а саме такою, що у поєднанні може породжувати ментальне.

## Монографії
- Nagel, T. The Possibility of Altruism. — Princeton, N.J: Oxford University Press, 1970.
- Nagel, T. Mortal Questions. — London: Canto, 1979.
- Nagel, T. The View from Nowhere. — New York: Oxford University Press, 1986.
- Nagel, T. What does It All Mean? A Very Short Intruduction to Philosophy. — Oxford: Oxford University Press, 1987.
- Nagel, T. Equality and Partiality. — New York: Oxford University Press, 1991.
- Nagel, T. The Last Word. — New York: Oxford University Press, 1997.
- Nagel, T. Other Minds: Critical Essays, 1969—1994. — New York, Oxford: Oxford University Press, 1999
- Nagel, T. Concealment and Exposure: and Other Essays. — New York, Oxford: Oxford University Press, 2002.
- Nagel, T. (2010). Secular Philosophy and the Religious Temperament: Essays 2002—2008. — New York, Oxford: Oxford University Press, 2010.
- Nagel, T. Mind and Cosmos: Why the Materialist Neo-Darwinian Conception of Nature Is Almost Certainly False. — New York, Oxford: Oxford University Press, 2012.

### Праці Т. Нагеля у перекладі українською мовою
- Наґель, Т. На що схоже бути кажаном? / пер. з англ. А. С. Синиці // Антологія сучасної аналітичної філософії, або жук залишає коробку / за наук. ред. А. С. Синиці. – Львів: Літопис, 2014. – С. 207–222.
- Нагель, Т. На що схоже бути кажаном? / пер. з англ. Ю. М. Олійника/. — У публ.: Юрій Олійник. Між матеріалізмом, ідеалізмом та панпсихізмом: деякі міркування щодо концептуальної праці Т. Нагеля «На що схоже бути кажаном?» — Філософія і релігієзнавство: <URL= https://tureligious.com.ua/mizh-materializmom-idealizmom-i-panpsyhizmom-deyaki-mirkuvannya-schodo-kontseptualnoji-pratsi-t-nahelya-na-scho-shozhe-buty-kazhanom/ [Архівовано 20 серпня 2018 у Wayback Machine.]>